# Вапутік (гори)
Гори Вапутік — це гірський масив Канадських Скелястих гір, розташований на Континентальному вододілі між Банфом і національним парком Його. Займає площу 1 069 км2,  хребет розташований на захід від річок Хаус, Блеберрі та Аміскві та на схід від річок Боу та Містая та на південь до перевалу Кікінґ Хорс. Названа в 1884 році Джорджем М. Доусоном, «вапутік» — це слово індіанців Стоні, що означає білу козу.
Багато з найвищих вершин хребта сильно покриті льодом, оскільки вони знаходяться в межах льодових полів Вапутік і Вапта. Діапазон далі поділяється на Президентський хребет і Вапутік.

## Піки
Цей хребет включає такі гори та піки:.
| Гора                 | метрів | ноги   |
| -------------------- | ------ | ------ |
| Пік Хоуз             | 3,295  | 10 810 |
| Біла піраміда        | 3,275  | 10 745 |
| Гора Бальфур         | 3,272  | 10,735 |
| Гора Хефрен          | 3,266  | 10 715 |
| Гора Бейкер          | 3,172  | 10,407 |
| Гора Гордон          | 3,161  | 10,371 |
| Мон де Пойюс         | 3,161  | 10,371 |
| Гора Сарбах          | 3,155  | 10,351 |
| Оливкова гора        | 3,130  | 10 269 |
| Маунт Коллі          | 3,116  | 10,223 |
| Піки Кауфмана        | 3,110  | 10 200 |
| Еполет Гора          | 3,094  | 10,151 |
| Пік Айєша            | 3,065  | 10 056 |
| Гора Томпсон         | 3,065  | 10 056 |
| Гора Ронда           | 3,055  | 10 023 |
| Вороняча гора        | 3050   | 10 006 |
| Пік Трапер           | 3,014  | 9,888  |
| Пік Пейто            | 2970   | 9,744  |
| Пік Святого Миколая  | 2970   | 9,744  |
| Гора Джиммі Сімпсона | 2,963  | 9,721  |
| Лук Пік              | 2840   | 9320   |